# Nathanael Bonwetsch

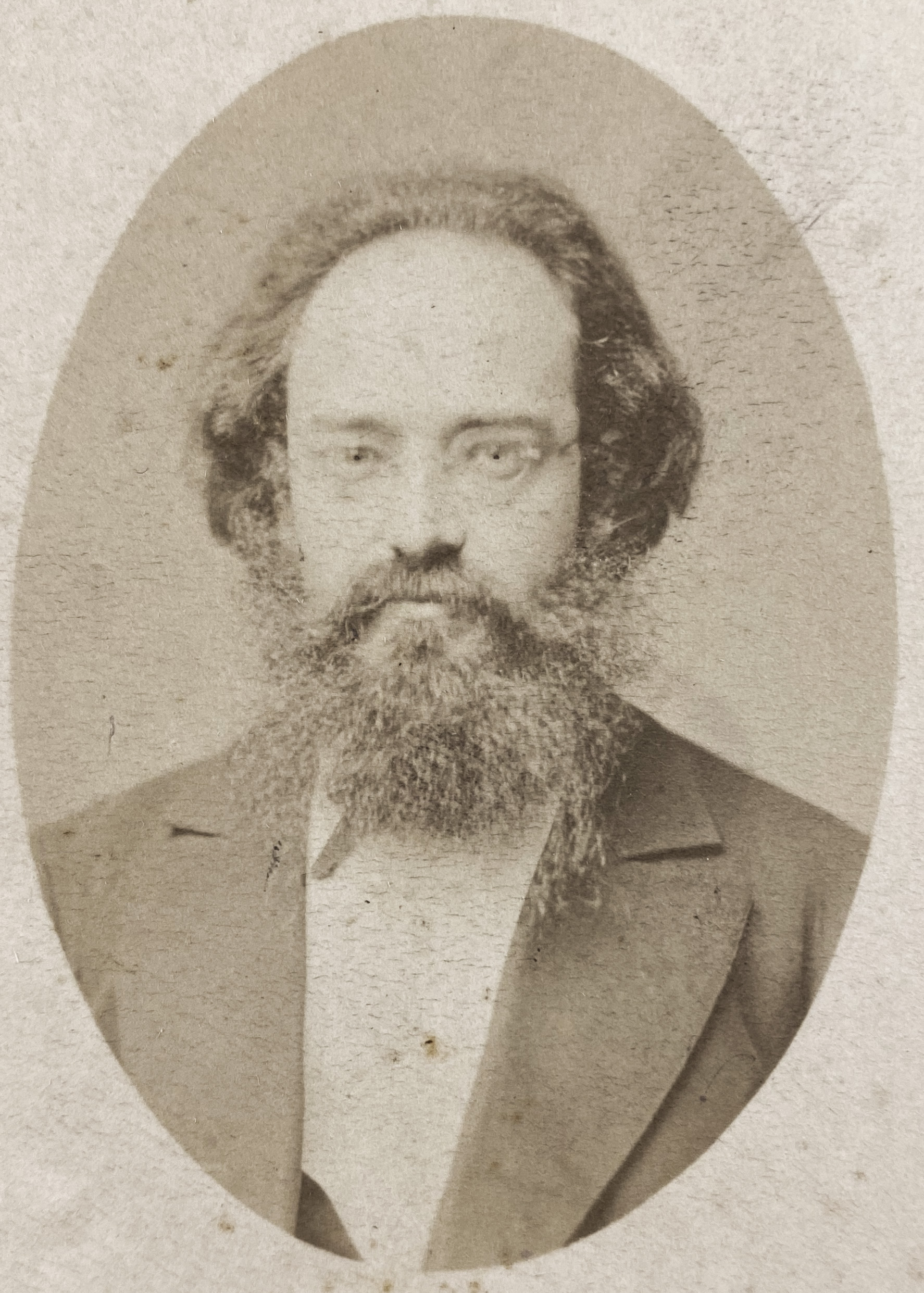
Gottlieb Nathanael Bonwetsch

Gottlieb Nathanael Bonwetsch (* 5. Februarjul. / 17. Februar 1848greg. in Norka, Saratow, Russisches Kaiserreich; † 18. Juli 1925 in Göttingen) war ein deutscher evangelisch-lutherischer Theologe.

## Leben

### Herkunft und Familie
Die Vorfahren Bonwetschs können ab 1550 als Landwirte, Handwerker und Winzer in Metzingen nachgewiesen werden. Seine Eltern waren der Pfarrer Christoph Heinrich Bonwetsch, der von 1804 bis 1876 lebte und Sohn des Hutmachers Johann Christoph Heinrich war, und dessen Frau Beate Christine Bonwetsch, die wiederum von 1802 bis 1888 lebte und Tochter eines Pfarrers war.
Nathanael Bonwetsch wurde am 17. Februar 1848 in Norka geboren. In Dorpat heiratete er 1883 Lydia Degeller und hatte einen Sohn namens Gerhard (1885–1956), der Historiker wurde.

### Werdegang
Er besuchte ein Gymnasium in Tallinn und studierte Theologie und Geschichte in den Jahren 1866 bis 1870 an der Kaiserlichen Universität Dorpat. Im Folgejahr war er als Propstadjunkt an der Wolga tätig, 1874/1875 setzte er sein Studium an der Universität Göttingen fort und wurde dann Pfarrvertreter in Norka. 1877/1878 verbrachte er noch auf der Universität Bonn; an der Universität Dorpat wurde er 1878 sowohl zum Doktor promoviert als auch habilitiert.
Während seiner Studienjahre in Dorpat und Göttingen wurde er Mitglied des Wingolf.
Ab 1882 war er dort als außerordentlicher Professor der Kirchengeschichte tätig und im folgenden Jahr zum ordentlichen Professor befördert. In dieser Stelle wechselte Bonwetsch 1891 nach Göttingen und verstarb dort am 18. Juli 1925 im Alter von 77 Jahren.

## Werke (Auswahl)
- Zur Geschichte des Montanismus: Die Geschichtsquellen. Das Wesen des Montanismus. Schnakenburg, Dorpat 1881. (Digitalisat)
- Das slavische Henochbuch. Weidmann, Berlin 1896. (Digitalisat)
- Die Apokalypse Abrahams. Deichert, Leipzig 1897. (Digitalisat)
- Die Theologie des Methodios von Olympus. Weidmann, Berlin 1903. (Digitalisat)
- Gotthilf Heinrich Schubert in seinen Briefen. Belser, Stuttgart 1918. ([htt ps://archive.org/details/gotthilfheinrich00schu/page/n5/mode/2up Digitalisat])
- Die Theologie des Irenäus (1925)